# 通用电气LM2500燃气轮机
通用电气LM2500燃氣渦輪發動機，是通用电气公司生产的工业和船用燃氣渦輪發動機，衍生自CF6發動機。
LM2500有3种不同版本： 
- LM2500：提供33,600匹軸馬力（25,100千瓦特），在ISO 3977（英语：ISO 3977）標準下，热效率为37%。当与发电机配合使用时，它可以產生24百萬瓦60Hz的交流電，在同樣的ISO 3977標準下，热效率为36%。[1]
- LM2500+，LM2500發動機第三代：可提供40,500匹軸馬力（30,200千瓦特），在ISO 3977（英语：ISO 3977）標準下，热效率为39%。当与发电机配合使用时，它可在29百萬瓦60Hz的交流電，在同樣的ISO 3977標準下，热效率为38%。[2][3]
- LM2500+G4，LM2500系列第四代，為該系列最新款：推出於2005年11月，可提供47,370匹軸馬力（35,320千瓦特），在ISO 3977（英语：ISO 3977）標準下，热效率为39.3%。[4]

截至2004年，美国和多國海军共使用了超过1000具LM2500和LM2500+發動機，此外也被許多水翼船、气垫船和快速渡轮採用。
2012年，GE开发了一种浮動式石油生产儲卸装置版本，該版本更輕、更緊湊，以此满足石油和天然气工业发电及用於天然氣輸送管線的驱动压缩机需求。 

## 设计和开发

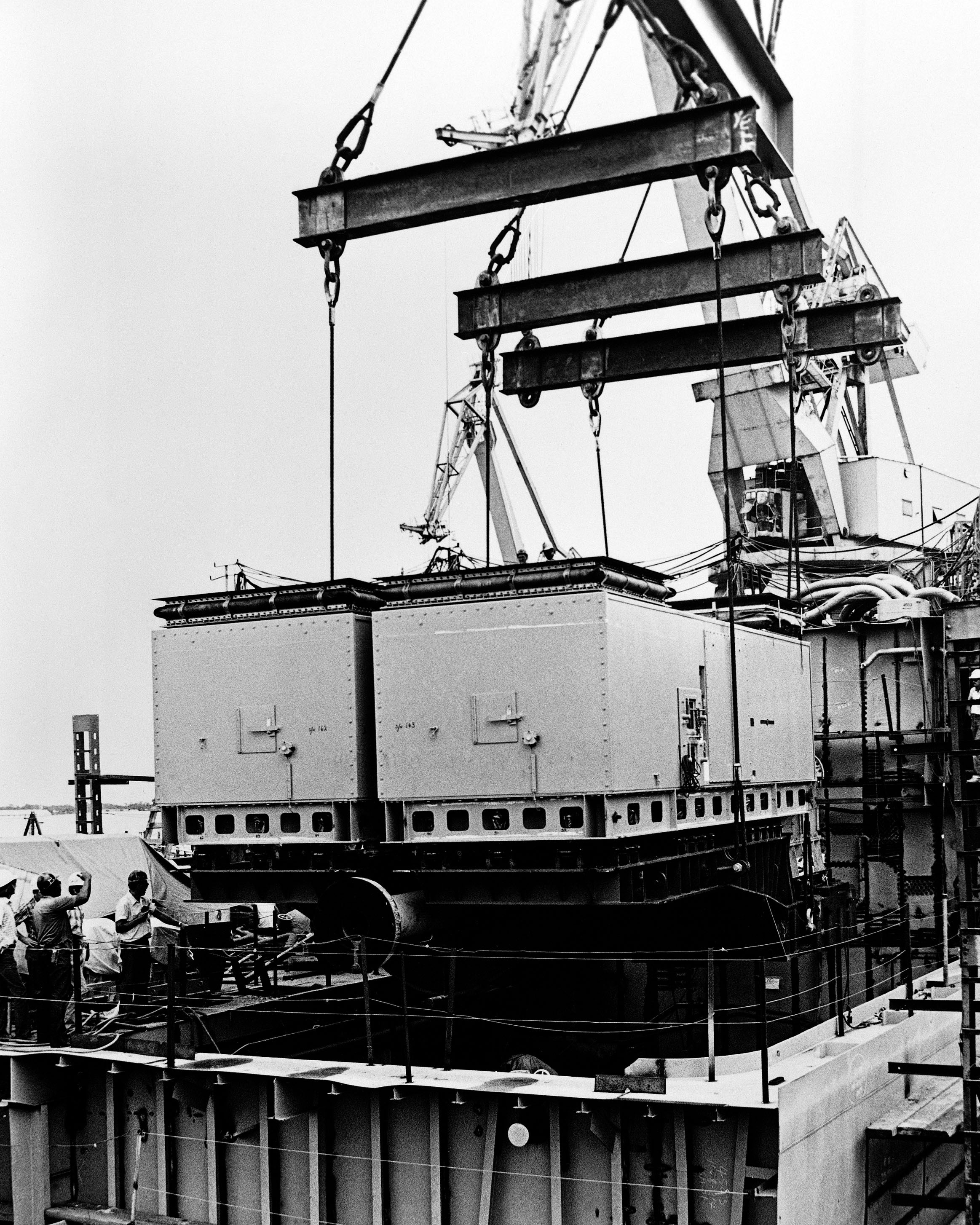
在英戈尔斯造船厂施工期间，重型升降机将主推进模块垂降到碉堡山號導彈巡洋艦上。该模块由两台通用电气LM2500燃气涡轮发动机和一台西屋齿轮减速机组成。

LM2500最初用于美国海军於1970年建造的斯普鲁恩斯级驱逐舰，裝備4台發動機，額定功率為21,500匹軸馬力（16,000千瓦特）。随后同樣種類的發動機被安裝于佩里级护卫舰，裝備2台發動機。
LM2500的動力提升至26,500匹軸馬力（19,800千瓦特），並用于阿利·伯克級驅逐艦，此型号在20世纪80年代末到90年代初开始服役。此外，該型號的發動機也被使用于供應級快速戰鬥支援艦等。
2001年，LM2500（20兆瓦）安装在南非海军勇敢级巡防舰(Meko A-200 SAN）护卫舰的隔音舱内，作为CODAG推进系统的一部分，配备两台MTU 16V 1163 TB93推进式柴油机。
当前型号在20世纪90年代末被提升到30,000 shp（22,000 kW）
LM2500装置将发动机置于金属容器内，以便与其他机器处所隔绝隔音。 这个容器非常接近标准的40英尺（12）海运集装箱但不一样，发动机尺寸略微超过这些尺寸。 进气管道的设计和形状可以适当，以便从船上拆卸LM2500。
LM2500 +是LM2500的改进版，可提供高达40,200 shp（30,000 kW）或与发电机组合产生28.6MW电能 。 两組这样的涡轮发电机被安装在靠近玛丽皇后2号烟囱的上层建筑中，这是世界上最大的跨大西洋远洋班轮。其可以在船上的四台柴油发电机以最大功率輸出或失效时，提供额外的电能。 菁英千禧号在燃气-蒸汽混合循环中的船上使用两台LM2500 +发动机。
LM2500在日本由IHI授权制造，印度由印度斯坦航空有限公司授权制造，意大利由Avio授权制造。

## 装备舰船及服役年份
- 斯普鲁恩斯级驱逐舰，1975年
- 飛馬級水翼艇（英语：Pegasus-class hydrofoil），1977年
- 奧利弗·哈澤德·派里級巡防艦，1977年
- 狼級巡防艦，1977年
- 阿德萊德級巡防艦，1980年
- 蔚山級巡防艦，1980年
- 紀德級驅逐艦，1981年
- 不萊梅級巡防艦（英语：Bremen-class frigate），1982年
- 西北風級巡防艦，1982年
- 提康德罗加级导弹巡洋舰，1983年
- 東海級巡邏艦，1983年
- 浦項級輕型護衛艦，1984年
- 加里波底號航空母艦，1985年
- 聖塔瑪麗亞級巡防艦，1986年
- 阿斯圖里亞斯親王號航空母艦，1988年
- 瓦斯科·達伽馬級巡防艦，1990年
- 阿利·伯克级驅逐艦，1991年
- 哈利法克斯級巡防艦，1992年
- 海德拉級巡防艦，1992年
- 金剛級驅逐艦，1993年
- 成功級巡防艦，1993年
- 杜兰德·泽拉·潘尼级驅逐艦，1993年
- 供應級快速戰鬥支援艦，1994年
- 052型驱逐舰，1994年
- 薩爾5型護衛艦，1994年
- 纳來頌恩级巡防艦（英语：Naresuan-class frigate），1994年
- 布蘭登堡級巡防艦，1994年
- 村雨級驅逐艦 (二代)，1996年
- 安扎克級巡防艦，1996年
- 却克里·纳鲁贝号航空母舰，1997年
- 巴巴洛斯級巡防艦，1997年
- 沃森级车辆滚装船（英语：Watson-class vehicle cargo ship），1998年
- 广开土大王级驱逐舰，1998年
- 菁英千禧號，2000年
- 阿爾瓦羅·巴贊級巡防艦，2002年
- 高波級驅逐艦，2003年
- 忠武公李舜臣級驅逐艦，2003年
- 瑪麗皇后二號，2004年
- 薩克森級巡防艦，2004年
- 勇敢级巡防舰，2006年
- 南森級巡防艦，2006年
- 爱宕级驅逐艦，2007年
- 安德烈亞·多里亞級驅逐艦，2007年
- 加富尔号航空母舰，2008年
- 传奇级国家安全舰，2008年
- 佛賓級驅逐艦，2008年
- 世宗大王級驅逐艦，2008年
- 日向級直升機驅逐艦，2009年
- 馬金島號兩棲突擊艦，2009年
- 獨立級濱海戰鬥艦，2010年
- 什瓦利克级巡防舰，2010年
- 胡安·卡洛斯一世號戰略投射艦，2010年
- 島級護衛艦，2011年
- 阿基坦級巡防艦，2012年
- 仁川級巡防艦，2013年
- 卡洛·伯伽米尼級巡防艦，2013年
- 美利堅級兩棲突擊艦，2014年
- 堪培拉级两棲攻击舰，2014年
- 出雲級直升機驅逐艦，2015年
- 震懾級巡防艦，2016年
- 霍巴特级驅逐艦，2017年
- 朝日級驅逐艦 (2016年)，2018年
- 蒲美蓬·阿杜德級巡防艦，2019年
- 巴登-符騰堡級巡防艦，2019年
- 白嘴鴉級護衛艦，2019年
- 摩耶級驅逐艦，2020年
- 蒼穹號電子偵察艦，2022年
- 塔翁·迪雷韋爾級巡防艦，2022年
- 維克蘭特號航空母艦 (IAC-I)，2022年
- 阿齊茲級巡防艦，2022年
- 巴布爾級護衛艦，2023年
- 伊斯坦堡級巡防艦，2023年
- 正祖大王級驅逐艦，2024年
- 尼爾吉里級巡防艦 (2019年)
- 波哈馬級護衛艦
- 星座級巡防艦
- 輕型巡防艦
- KDDX型驅逐艦
- DDG(X)
- MUGEM級航空母艦（英语：MUGEM-class aircraft carrier）

## 规格
三种型号LM2500系列燃气涡轮发动机的规格：
| 模型            | LM2500                                 | LM2500 +                               | LM2500 + G4                            |
| --------------- | -------------------------------------- | -------------------------------------- | -------------------------------------- |
| 輸出            | 33,600 shp（25,060 kW）                | 40,500 shp（30,200 kW）                | 47,370 shp（35,320 kW）                |
| 燃油消耗        | 0.373磅/每小时（227克/千瓦时）         | 0.354磅/每小时（215克/千瓦时）         | 0.325磅/每小时（214克/千瓦时）         |
| 加热速度        | 6,860 Btu / shp-hr（9,705 kJ / kW-hr） | 6,522 Btu / shp-hr（9,227 kJ / kW-hr） | 6,469 Btu / shp-hr（9,150 kJ / kW-hr） |
| 废气流量        | 155 lb / s（70.5 kg / s）              | 189 lb / s（85.9 kg / s）              | 205 lb / s（93 kg / s）                |
| 废气温度        | 1,051⁰F（566⁰C）                       | 965⁰F（518⁰C）                         | 1,020⁰F（549⁰C）                       |
| 涡轮转速（rpm） | 3600                                   | 3600                                   | 3600                                   |
| 热效率          | 36％                                   | 38％                                   | 39％                                   |
| 重量            | 4.7吨                                  | 5.25吨                                 | 5.25吨                                 |